# 玉泉街道 (攀枝花市)
玉泉街道，是中华人民共和国四川省攀枝花市西区下辖的一个乡镇级行政单位。

## 行政区划
玉泉街道下辖以下地区：
玉泉巴关河社区、玉泉动力站社区、玉泉席草坪社区、玉泉河石坝社区和玉泉矸石电厂社区。